# The Song of Hate
The Song of Hate er en amerikansk stumfilm fra 1915 instrueret af J. Gordon Edwards efter manuskript af Rex Ingram.
Filmen er baseret på Puccinis opera Tosca.

## Medvirkende
- Betty Nansen - Floria Tosca
- Arthur Hoops - Scarpia
- Dorothy Bernard
- Claire Whitney